# Finchley Central metróállomás
A Finchley Central a londoni metró egyik állomása a 4-es zónában, a Northern line érinti.

## Története
Az állomást 1867. augusztus 22-én adták át a Great Northern Railway részeként Finchley and Hendon néven, napjainkban a Northern line része. 1872-ben Finchley, 1894-ben pedig a Finchley (Church End) nevet kapta, majd 1940. április 1-jétől viseli mai is használatos nevét.

## Forgalom
| Járat | Útvonal | Gyakoriság     |
| ----- | --- | -------------- |
|       | Mill Hill East – Finchley Central (– csúcsidőben tovább Morden vagy Kennington felé) | 15 percenként  |
|       | High Barnet – Totteridge & Whetstone – Woodside Park – West Finchley – Finchley Central – East Finchley – Highgate – Archway – Tufnell Park – Kentish Town – Camden Town (– tovább Kennington vagy Morden felé) | 2-5 percenként |

## Átszállási kapcsolatok
| Állomás          | Átszállási kapcsolatok                               |
| ---------------- | ---------------------------------------------------- |
| Finchley Central | Helyi buszok (Finchley Central Station, Dollis Park) |

## Fordítás
- Ez a szócikk részben vagy egészben  a   Finchley Central tube station című angol Wikipédia-szócikk fordításán alapul.  Az eredeti cikk szerkesztőit annak laptörténete sorolja fel. Ez a jelzés csupán a megfogalmazás eredetét és a szerzői jogokat jelzi, nem szolgál a cikkben szereplő információk forrásmegjelöléseként.